# CS Fola Esch
CS Fola Esch, på franska Cercle Sportif Fola Esch, vanligen förkortat Fola, är en fotbollsklubb baserad i Esch-sur-Alzette, i sydvästra Luxemburg. De spelar i Luxembergs högsta division Foussball Nationaldivisioun (2017) och har sina hemmamatcher på Stade Émile Mayrisch som de delar med  friidrottsklubben CA Fola Esch. Fola är en förkortning för "Football" och "Lawn Tennis". Den grundades 1906 av engelskläraren Jean Roeder, som studerat i England och där upptäckt fotbollen. Han gav klubben namnet Football and Lawn Tennis Club Esch och det var Luxemburgs första fotbollsklubb. De har haft rödvitrandiga tröjor sedan 1907 och 1910 slogs de samman med klubben FC Nerva och fick nuvarande namnet Cercle Sportif Fola Esch. De vann högsta ligan fem gånger mellan åren 1918 och 1930 men fick sedan vänta till 2013 innan de vann den en sjätte gång. De vann den sedan igen 2015. Klubben är den äldsta i Luxemburg och de blev upptagna i nätverket Club of Pioneers, som samlar de äldsta klubbarna i varje nation, 2016.

## Europatävlingar
| Säsong  | Tävling               | Runda | Motståndare   | Hemma | Borta | Totalt |
| ------- | --------------------- | ----- | ------------- | ----- | ----- | ------ |
| 1973–74 | Europacupen           | 1R    | Beroe         | 0–7   | 1–4   | 1–11   |
| 2011–12 | UEFA Europa League    | 1Q    | IF Elfsborg   | 1–1   | 0–4   | 1–5    |
| 2013–14 | UEFA Champions League | 2Q    | Dinamo Zagreb | 0–5   | 0–1   | 0–6    |
| 2014–15 | UEFA Europa League    | 1Q    | IFK Göteborg  | 0–2   | 0–0   | 0–2    |
| 2015–16 | UEFA Champions League | 2Q    | Dinamo Zagreb | 0–3   | 1–1   | 1–4    |
| 2016–17 | UEFA Europa League    | 1Q    | Aberdeen      | 1–0   | 1–3   | 2–3    |
| 2017–18 | UEFA Europa League    | 1Q    | Milsami Orhei | 2–1   | 1–1   | 3–2    |
| 2017–18 | UEFA Europa League    | 2Q    | Inter Baku    | 4–1   | 0–1   | 4–2    |
| 2017–18 | UEFA Europa League    | 3Q    | Östersund     | 1–2   | 0–1   | 1–3    |